# Distretto di Valmiera
Il distretto di Valmiera (in lettone Valmieras Rajons) è stato uno dei 26 distretti della Lettonia nella regione storica della Livonia. In base alla nuova suddivisione amministrativa è stato abolito a partire dal 1º luglio 2009

## Geografia fisica
Confinava a ovest con il distretto di Limbaži, con il distretto di Valka a est, con quello di Cēsis a sud e con l'Estonia a nord.

## Suddivisione

### Città regionali
Il distretto comprendeva tre città regionali (miestai):
- Valmiera
- Mazsalaca
- Rūjiena

### Comuni
Il distretto comprendeva 20 comuni, di cui 1 novads e 19 pagasts:
| - Burtnieku (novads) - Bērzaines - Brenguļu - Burtnieku (pagasts) - Dikļu - Ipiķu - Jeru - Kauguru - Kocēnu - Ķoņu | - Lodes - Naukšēnu - Ramatas - Rencēnu - Sēļu - Skaņkalnes - Vaidavas - Valmiera (pagasts) - Vilpulkas - Zilākalna |